# Rootdown Records
Rootdown Records ist ein deutsches Reggae-Label aus Hürth bei Köln, das sich seit seiner Gründung im Jahr 2000 zu einer wichtigen deutschen Produktionsstätte für Reggae-Musik entwickelt hat. Der Geschäftsführer von Rootdown ist Thilo „Teka“ Jacks.

## Künstler
Die Platten der folgenden Künstler erscheinen bei Rootdown Records:
- Jaqee
- Lee Everton
- Maxim
- Mono & Nikitaman
- Nattyflo
- Nosliw
- Sly & Robbie
- The Scrucialists
- Rojah Phad Full
- Sebastian Sturm & Exile Airline
- Slonesta
- Koalas Desperados